# Klaus Thielmann
Pour les articles homonymes, voir Thielmann.
Klaus Thielmann, né le 29 octobre 1933 à Pulsnitz et mort le 25 janvier 2024, est un homme politique est-allemand. Il est brièvement ministre de la Santé de 1989 à 1990.

## Sources
- (de) Cet article est partiellement ou en totalité issu de l’article de Wikipédia en allemand intitulé « Klaus Thielmann » (voir la liste des auteurs).